# ROCS Pan Shi
Le ROCS Pan Shi (en chinois traditionnel : 磐石 ; pinyin : Pánshí) est un navire de type fast combat support ship de la Marine de la république de Chine.

## Caractéristiques
Le Pan Shi est classifié en tant que fast combat support ship (suivant le système de désignation de l'US Navy), soit un navire auxiliaire et ravitailleur en carburant, munition et matériel.
Le hangar permet d'accueillir trois hélicoptères de type CH-47SD, S-70C ou CH-53E. Sa conception lui permet de ravitailler deux navires simultanément.
Il dispose d'un lanceur RIM-72C Sea Chaparral en tant qu'armement principal.
Il dispose d'installations médicales de pointe, comprenant des salles de traitement, de soin dentaire, de radiographie dentaire, d'une salle d'opération, d'une salle générale, ainsi qu'une chambre d'isolement à pression négative pour la prévention et le contrôle des maladies infectieuses.

## Construction
Le Pan Shi a été réalisé sur le chantier naval de Kaohsiung de la société CSBC Corporation à partir de décembre 2012, pour un lancement le 5 novembre 2013 et une mise en service courant 2015,, après sa livraison au 23 janvier 2015. Au jour de sa livraison, il devient le navire le plus large de la Marine de la république de Chine. Son coût de fabrication est revenu à 4 milliards NT$,.
Son nom Pan Shi provient de celui d'un sommet de l'est de l'île de Taïwan, dans le comté de Hualien,.

## Utilisation
Il succède au Wu Yi, jusque là seul navire ravitailleur de la Marine, sans pour autant que ce dernier ne soit retiré du service,.
Il est stationné à la base navale de Zuoying.

## Historique
Au début de l'année 2020, le Pan Shi fait partie de la flotte Dunmu, accompagné par la frégate ROCS Yueh Fei et la frégate ROCS Kang Ding. Lors d'une mission pour une formation aux Palaos à la mi-mars, la flotte embarque environ 750 personnes, dont 337 sur le Pan Shi, alors que la pandémie de Covid-19 se propage dans le monde depuis près de cinq mois, et depuis le mois de janvier 2020 à Taïwan. À son retour au port d'attache de Zuoying, une quarantaine est mise en place afin de respecter un délai de 30 jours depuis leur départ du territoire des Palaos, malgré l'absence de cas recensés sur l'archipel océanien. Alors qu'aucun d'entre eux ne présente de symptôme caractéristique, l'ensemble des passagers débarque le 15 avril. Néanmoins, trois cadets du Pan Shi sont diagnostiqués positifs le 18 avril, ce qui constitue les premiers cas au sein de l'Armée de la république de Chine. Après la détection de ces trois cas trois jours après ce débarquement, tous les passagers de la flotte Dunmu sont mis sous quarantaine et font l'objet d'un dépistage massif. 21 nouveaux cas du Pan Shi sont ainsi confirmés le lendemain,.